# Carpino
Carpino is een gemeente in de Italiaanse provincie Foggia (regio Apulië) en telt 4580 inwoners (31-12-2004). De oppervlakte bedraagt 82,5 km², de bevolkingsdichtheid is 56 inwoners per km².

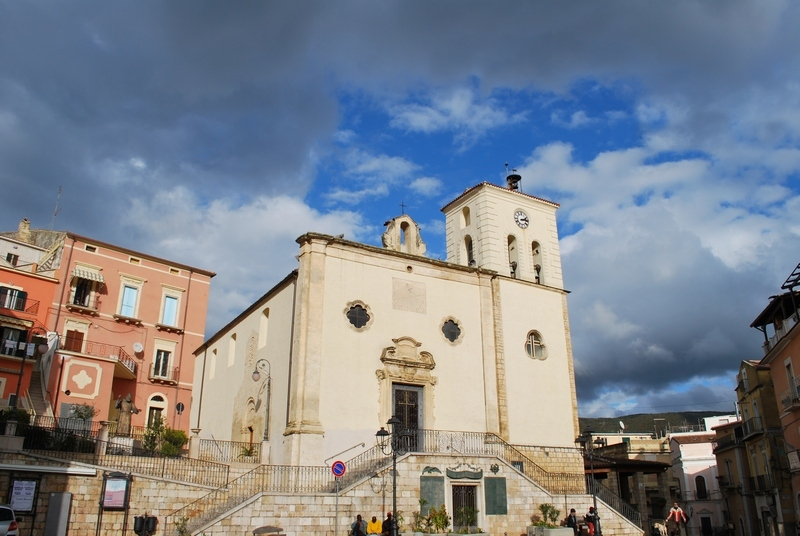
Kerk San Cirillo
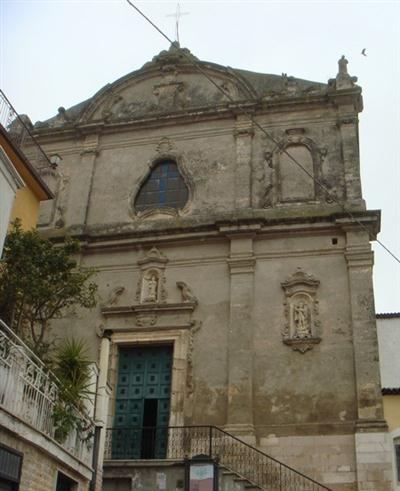
Kerk San Nicola di Mira
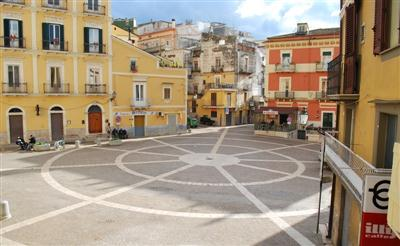
Centrum van Carpino

## Demografie
Carpino telt ongeveer 1775 huishoudens. Het aantal inwoners daalde in de periode 1991-2001 met 2,9% volgens cijfers uit de tienjaarlijkse volkstellingen van ISTAT.
| Jaar | Inwoneraantal |
| ---- | ------------- |
| 1991 | 4845          |
| 2001 | 4704          |

## Geografie
De gemeente ligt op ongeveer 147 m boven zeeniveau.
Carpino grenst aan de volgende gemeenten: Cagnano Varano, Ischitella, Monte Sant'Angelo, Vico del Gargano.